# Édison Ortiz
Édison Aníbal Ortiz Zarza (Pilar, 25 marzo 1982) è un cestista paraguaiano.

## Carriera
Con il Paraguay ha disputato i Campionati americani del 2013.